# غزو الأوعية اللمفاوية

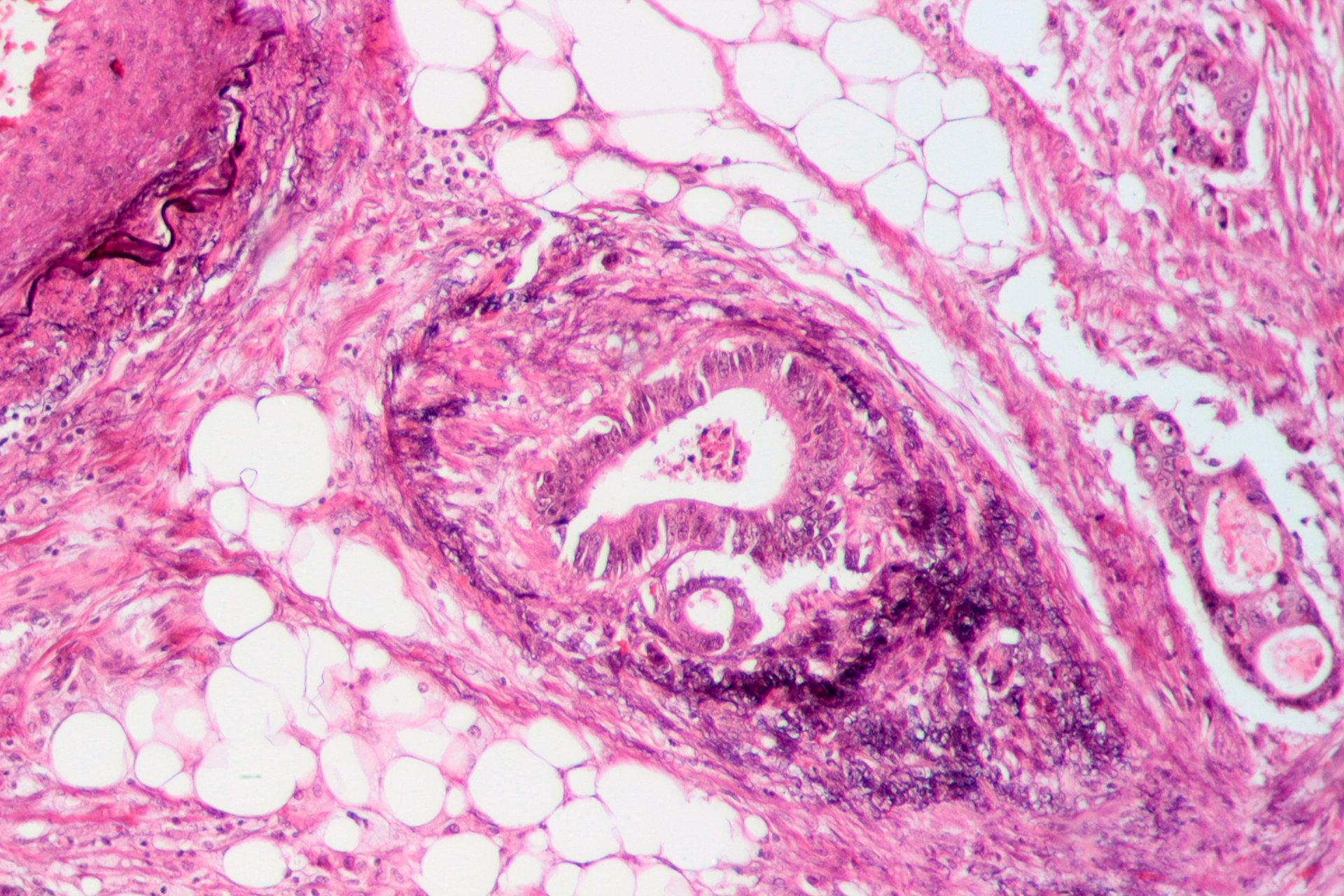
صورة مجهرية تُوضح غزو الوعاء اللمفاوي في حالة سرطان القولون. مصبوغ بصبغة الإيلاستين.

غزو الأوعية اللمفاوية (أو غزو فراغ الأوعية الدموية الليمفاوية) هو انتشار السرطان في الأوعية الدموية و/أو الأوعية اللمفاوية.

## مصطلحات
يمكن استخدام مصطلح غزو الأوعية اللمفاوية بالتبادل مع غزو الأوعية الدموية، ولكن وفقًا للمعنى الدقيق للكلمة، لا يُعد مرادفًا له. بشكلٍ عام، يُفضل استخدام مصطلح غزو الأوعية اللمفاوية عن غزو الأوعية الدموية لصعوبة التفريق بين المساحات اللمفاوية الصغيرة ومساحات الأوعية الدموية الصغيرة تحت المجهر دون الاستعانة بتقنيات خاصة.

## علم الأمراض
إن غزو الأوعية اللمفاوية، خاصةً في حالة الإصابة بالأورام السرطانية، عادةً ما يسبق انتشار السرطان وامتداده إلى العقد اللمفاوية التي تعمل على نزح الأنسجة التي انتشر فيها الورم. وبالعكس، فإن الأورام السرطانية التي تنتشر فيها العقد اللمفاوية (المعروفة بنقائل الورم في العقد اللمفاوية)، عادةً ما تتضمن حدوث غزو للأوعية اللمفاوية. وعادةً ما تسبق نقائل الورم في العقد اللمفاوية الإصابة بالأورام الثانوية، على سبيل المثال النَقَائِل البعيدة.
عادةً ما يحدث غياب غزو الأوعية اللمفاوية في حالة إثبات الإصابة بنقيلة العقدة اللمفاوية نتيجة خطأ في العينات.

## أهمية التكهن
تعتمد القيمة التي تعد إنذرًا بالإصابة وكذلك مستوى انتشار غزو الأوعية اللمفاوية بشدةٍ وبشكلٍ كبير على نوع السرطان. وبعبارة أخرى، قد يختلف غزو الأوعية اللمفاوية من حيث الأهمية والخطورة وفقًا لنوع السرطان؛ فقد يكون أقل أهمية وخطورة في نوعٍ محدد من السرطان عن غيره.
بصفةٍ عامة، يرتبط غزو الأوعية اللمفاوية بانتشار نقائل الورم في العقد اللمفاوية وهي في حد ذاتها تشير إلى صعوبة التكهن بالمرض. في حالة ثبوت الإصابة بانتشار نقائل الورم في العقد اللمفاوية في (الأنسجة)، قد يكون لغزو الأوعية اللمفاوية دلالة تكهنية ضعيفة أو لا توجد أي دلالة تكهنية على الإطلاق.

### سرطان الثدي
في سرطان الثدي، لا يُعد غزو الأوعية اللمفاوية عامل خطر مستقلاً يدل على صعوبة التكهن بالمرض.

### سرطان الظهارة البولية
في سرطان الظهارة البولية، يُعد غزو الأوعية اللمفاوية مؤشرًا مستقلاً يدل على صعوبة التكهن بالمرض، ولكن له قوة تنبئية أكثر فاعلية من مقياس مرحلة الورم.

### سرطان القولون
في سرطان القولون المتفرق، يُعد غزو الأوعية اللمفاوية أيضًا مؤشرًا مستقلاً يدل على صعوبة التكهن بالمرض.